# Charles Crozatier
Charles Crozatier fue un escultor, fundidor de arte y broncista francés, nacido el 18 de febrero de 1795 en Le Puy-en-Velay y fallecido el 8 de febrero de 1855 en París.
Está enterrado en el cementerio del Père-Lachaise.